# Fächel
Unter Fächel (Rhipidium) versteht man eine bestimmte Blütenstandsform der zymösen Verzweigung. Dabei endet die Hauptachse des Blütenstandes in einer Endblüte, die Vorblattachsel der Blüte bringt eine neue Seitenachse hervor. Ist nur ein adossiertes Vorblatt vorhanden, wie bei den meisten Monokotyledonen, entsteht ein Fächel, der dem monochasialen Verzweigungstyp der Wickel entspricht. Die Achsen und Blüten des Fächels sind im Gegensatz zur Wickel in einer Ebene angeordnet. 